# Bingley
Bingley är en ort och civil parish strax nordost om Bradford i Storbritannien. Den ligger längs Leeds and Liverpool Canal. En av Storbritanniens största banker, Bradford and Bingley, har sitt huvudkontor på orten.
Den grundades troligen av saxarna eftersom det fanns ett vadställe över floden Aire på platsen. Under medeltiden fanns här ett gods som sträckte sig flera kilometer öster och väster längs Aire. Bingley fick stadsrättigheter 1212. Under den industriella revolutionen växte orten och slukade ett par av de intilliggande byarna. 